# Ablaberoides lembanus
Ablaberoides lembanus är en skalbaggsart som beskrevs av Moser 1916. Ablaberoides lembanus ingår i släktet Ablaberoides och familjen Melolonthidae. Inga underarter finns listade i Catalogue of Life.